# Каржинский залив
Каржи́нский за́лив (укр. Каржи́нська зато́ка) — залив Чёрного моря, административно находящийся в Скадовском районе Херсонской области Украины. Часть Джарылгачского залива и входит в состав водно-болотных угодий международного значения.

## Описание
Углубляется в сушу на 6 км. Глубина до 10 м, дно песчаное, илистое. Соленость воды 14-16 ‰. В заливе у Каржинского мыса — 2 острова, разделенные между собой проливом с илистым дном.

## Флора и фауна
На берегах залива зимуют перелётные птицы (зимой скапливается до 10 тыс. особей). Преобладают чайки, утки, цапли, кулики, бакланы, изредка встречаются лебеди. Из цветковых растений распространена зостера (иногда образует густые заросли), из зелёных водорослей — ульва (морской салат). Есть медузы, моллюски, ракообразные. В Каржинском заливе находится 3,5 тыс. м² лечебных грязей, созданных за много веков харофитовыми водорослями.